# تياغو مارتينيز
تياغو مارتينيز (بالبرتغالية: Thiago Crivellari Martins‏) (4 سبتمبر 1976 بساو باولو في البرازيل - ) هو كاتب سيناريو ولاعب كرة قدم برازيلي في مركز الهجوم. لعب مع دي.سي. يونايتد وكولورادو رابيدز ونادي شيفاز يو إس أي ونيويورك ريد بولز وMinnesota Thunder ‏ وSan Diego Flash ‏ ونادي بودو/غليمت وبيتسبورغ ريفرهوندز.

## وصلات خارجية
- تياغو مارتينيز على موقع الدوري الأمريكي (الإنجليزية)
- تياغو مارتينيز على موقع قاعدة بيانات كرة القدم.إي يو (الإنجليزية)
- تياغو مارتينيز على موقع Soccerway.com (الإنجليزية)